# ادوارد دودو-آنکرا
ادوارد دودو-آنکرا (انگلیسی: Edward Dodoo-Ankrah؛ زادهٔ ۸ مارس ۱۹۳۴) بازیکن فوتبال اهل غنا بود.
وی همچنین در تیم ملی فوتبال غنا بازی کرده‌است.